# 1, 2 Step
Singles de Ciara
Goodies
(2004) Oh
(2005)
Singles par Missy Elliott
Car Wash
(2004) Turn da Lights Off
(2004)
1, 2 Step est une chanson enregistrée par Ciara et Missy Elliott pour le premier album studio de l'artiste américaine Ciara, intitulé Goodies (2004).

## Genèse
Le single a été écrit par Ciara et Missy Elliott et produit par Jazze Pha. Il a été réalisé comme deuxième single pour l’album, en septembre 2004. 

## Production et inspiration
1, 2 Step est l'une des quatre chansons qui ont été enregistrées à Doppler Studios à Atlanta, deux années avant la réalisation de l'album Goodies. Pha avait demandé à Missy Elliott si elle voulait paraître dans la chanson et elle avait accepté. Elliott a enregistré son couplet au Hit Factory Criteria à Miami. Concernant l'inspiration, la musique dont est tiré 1, 2 Step est Freestyle Express - Don't Stop The Rock.

## Clip vidéo
Le clip vidéo de 1, 2 Step, tourné en juin 2004. en  pour partie à Atlanta, a été dirigé par Benny Boom. On y voit Ciara enseigner la danse « one, two step ».

## Classement et certifications
| Classement (2004-2005)                  | Meilleure position |
| --------------------------------------- | ------------------ |
| Allemagne (Media Control AG)            | 7                  |
| Australie (ARIA)                        | 2                  |
| Autriche (Ö3 Austria Top 40)            | 42                 |
| Belgique (Flandre Ultratop 50 Singles)  | 14                 |
| Belgique (Wallonie Ultratop 50 Singles) | 15                 |
| États-Unis (Hot 100)                    | 2                  |
| États-Unis (Dance Club Songs)           | 29                 |
| États-Unis (R&B/Hip-Hop Songs)          | 4                  |
| États-Unis (Pop Airplay)                | 1                  |
| Finlande (Suomen virallinen lista)      | 10                 |
| France (SNEP)                           | 31                 |
| Irlande (IRMA)                          | 3                  |
| Italie (FIMI)                           | 12                 |
| Nouvelle-Zélande (RMNZ)                 | 2                  |
| Pays-Bas (Single Top 100)               | 12                 |
| Suède (Sverigetopplistan)               | 23                 |
| Suisse (Schweizer Hitparade)            | 5                  |
| Royaume-Uni (UK Singles Chart)          | 3                  |

| Pays                     | Certification |
| ------------------------ | ------------- |
| Australie (ARIA)         | Platine       |
| Nouvelle-Zélande (RIANZ) | Or            |
| États-Unis (RIAA)        | Platine       |